# Käärijä
Йере Пёухёнен (фин. Jere Pöyhönen; более известен под творческим псевдонимом Käärijä — Кя́арийя; род. 21 октября 1993, Хельсинки, Финляндия) — финский рэпер

, певец и автор песен. Представитель Финляндии на музыкальном конкурсе «Евровидение-2023».

## Биография
Родился в Хельсинки и вырос в городе Вантаа. В себе обнаружил страсть к музыке, когда учился играть на барабанах, и начал создавать музыку в 2014 году. Его сценический псевдоним происходит от шутки с друзьями об азартных играх, повторяющейся теме в его музыке.
Пёухёнен выпускал свою музыку самостоятельно до 2017 года, когда он подписал контракт с лейблом Monsp Records. Впоследствии он выпустил сингл «Koppi tules». В следующем году выпустил расширенную пьесу под названием «Peliä». В 2020 году вышел его дебютный альбом Fantastista.
11 января 2023 года Пёухёнен был объявлен одним из семи участников Uuden Musiikin Kilpailu 2023, национального отбора Финляндии на конкурс песни «Евровидение-2023». Его песня «Cha Cha Cha» была написана в соавторстве с Алекси Нурми и Йоханнесом Науккариненом и выпущена 18 января 2023 года. На отборе он занял первое место с 539 баллами (467 баллов по телеголосованию и 72 балла от жюри), таким образом став представителем Финляндии на конкурсе.
На самом конкурсе певец вышел в финал, заняв первое место в полуфинале. В финале с большим отрывом победил в телеголосовании, получив 376 баллов от зрителей (второе место по этому показателю заняла шведская певица Лорин, 243 балла), Пёухёнен наравне с Салвадором Собралом занимает второе место по числу баллов от зрителей за историю конкурса (наибольшее число баллов в зрительском голосовании было набрано украинской группой Kalush Orchestra на «Евровидении-2022», 439). Однако жюри дало ему всего 150 баллов, поставив на 4 место, что не дало ему одержать победу в конкурсе (первое место заняла Лорин с 583 баллами). Итоговый результат: 2 место с 526 баллами.